# 오토 왕조 미술

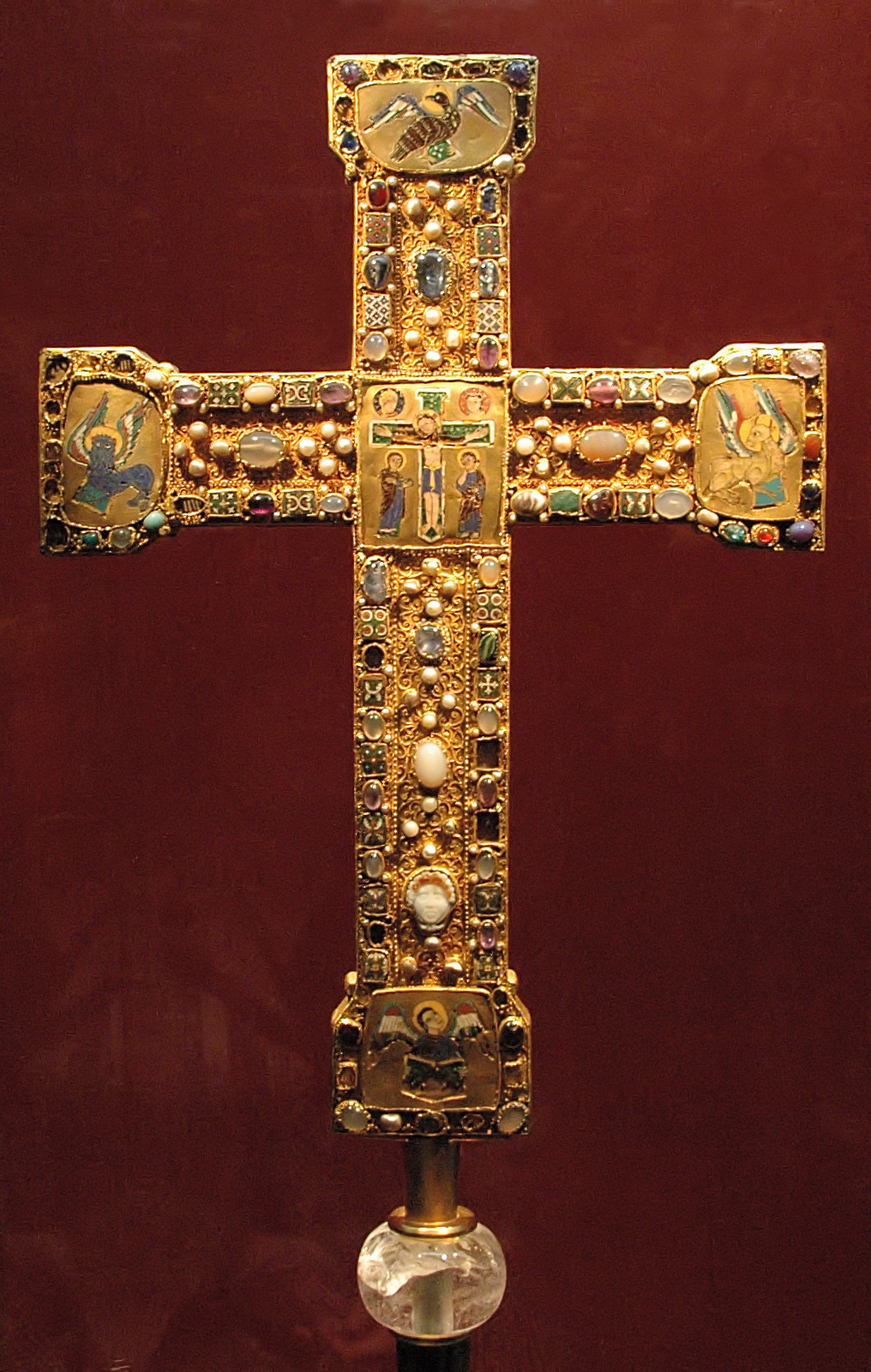
대형 보석과 깊이감 있는 칠보(젠크슈멜츠 기법) 장식이 있는 에센 십자가, 약 1000년경

오토 왕조 미술은 전 로마네스크 양식의 독일 미술로, 저지대 국가들과 북부 이탈리아, 동부 프랑스의 일부 작품들도 포함한다. 미술사학자 후베르트 야니체크가 919년부터 1024년까지 독일과 북부 이탈리아를 통치했던 하인리히 1세, 오토 1세, 오토 2세, 오토 3세, 하인리히 2세의 오토 왕조의 이름을 따서 명명했다. 오토 왕조 건축과 함께 오토 왕조 르네상스(약 951년~1024년)의 핵심 요소이다. 그러나 이 양식은 왕조의 통치 기간과 정확히 일치하여 시작되거나 끝나지 않았다. 이 양식은 그들의 통치가 시작되고 수십 년이 지난 후에 출현했으며, 오토 왕조 황제들의 시대를 넘어 독자적인 예술 "양식 명칭"이 없는 초기 잘리어 왕조의 통치 기간까지 지속되었다. 전통적인 미술사의 구분에서 오토 왕조 미술은 카롤루스 왕조 미술 이후, 로마네스크 미술 이전에 위치하지만, 시기의 양쪽 끝에서의 전환은 갑작스럽기보다는 점진적이었다. 전자와 비슷하고 후자와는 달리, 이는 대부분당시의 소규모 도시들과 중요 수도원들, 그리고 황제와 그의 주요 봉신들의 궁정 세력에 국한된 양식이었다.
카롤루스 제국의 쇠퇴 이후, 신성 로마 제국은 작센의 오토 왕조 하에서 재건되었다. 이로부터 제국의 이념에 대한 새로운 신념과 개혁된 교회가 등장하여 문화적, 예술적 열기가 고조된 시기가 만들어졌다. 이러한 분위기 속에서 오토 왕조 예술가들이 영감을 얻은 전통들, 즉 후기 고대, 카롤루스, 비잔틴 양식의 모델들이 융합된 걸작들이 탄생했다. 현존하는 오토 왕조 미술은 대부분 종교적인 것으로, 채식필사본과 금속 공예품의 형태이며, 황실 궁정 세력의 소수 후원자들과 교회의 중요 인물들을 위해 소수의 중심지에서 제작되었다. 그러나 이 작품들의 상당수는 순례자들을 비롯한 더 넓은 대중에게 전시되도록 설계되었다.
이 양식은 전반적으로 웅장하고 무거우며, 때로는 과도하기도 했다. 초기에는 카롤루스 양식의 상응물들보다 덜 세련되었고, 비잔틴 미술의 직접적인 영향도 적었으며, 고전적 모델에 대한 이해도 부족했다. 그러나 1000년경에는 많은 작품에서 놀라운 강도와 표현력이 나타났는데, "엄숙한 기념비성이 생생한 내면성과 결합되고, 비세속적이고 환상적인 특질이 현실에 대한 예리한 주목과 결합되며, 흐르는 듯한 선과 풍부하고 밝은 색채의 표면 패턴이 열정적인 감정 표현과 결합되었다."

## 배경
후기 카롤루스 양식을 따라, 사본의 후원자를 그린 "헌정 초상화"는 오토 왕조 미술에서 매우 두드러진 특징을 보인다. 오토 왕조의 미술은 콘스탄티누스, 테오도리쿠스, 유스티니아누스와 같은 고대 후기의 기독교 통치자들과 특히 샤를마뉴로 대표되는 카롤루스 선대와의 시각적 연관성을 확립하고자 하는 왕조의 열망을 반영했다. 이러한 목표는 다양한 방식으로 구현되었다. 예를 들어 다수의 오토 왕조 통치자 초상화에는 속주의 의인화된 형상이나 황제를 옆에서 호위하는 군부와 교회의 대표자들과 같은 요소들이 포함되어 있는데, 이 요소들은 오랜 제국의 도상학적 전통을 지닌 것이었다.
고대 제국 미술의 모티프를 재사용하는 것 외에도, 로마와 라벤나에 있는 고대 후기 건축물에서 석재를 옮겨와 오토 왕조의 건물에 재사용(스폴리아)하는 것은 제국의 연속성을 암시하기 위한 방편이었다. 오토 1세가 라벤나의 테오도리쿠스 궁전에서 자주색 반암을 포함한 기둥들과 다른 건축 자재들을 가져와 마그데부르크의 새 대성당에 재사용한 것은 분명 이러한 의도였다. 통치자 초상화에서 거의 시도되지 않은 한 가지는 통치자 개인의 특징을 정확하게 묘사하는 것이었다. 오토 3세가 사망했을 때, 그를 그린 일부 사본의 그림들은 용모를 바꿀 필요성을 느끼지 않은 채 하인리히 2세의 초상화로 용도가 변경되었다.
후기 카롤루스 시대의 경향이 이어지고 심화되면서, 많은 세밀화에는 주교, 수도원장과 여수도원장, 황제를 포함하여 사본을 교회에 기증한 사람들을 묘사한 헌정 세밀화가 포함되어 있다. 어떤 경우에는 연속된 세밀화들이 일종의 전달 과정을 보여준다. 호른바흐 성사집의 경우 필경사가 수도원장에게 책을 바치고, 수도원장은 호른바흐 수도원의 설립자인 성 피르미니우스에게 바치며, 성 피르미니우스는 성 베드로에게 바치고, 성 베드로는 그리스도에게 바치는 장면이 총 8페이지에 걸쳐 있는데(마주 보는 채색 면과 함께), 이는 지상과 천상에서 교회와 국가를 묶는 "지휘 체계"의 통일성과 중요성을 강조하기 위한 것이다.
비잔틴 미술 또한 영향력을 유지했는데, 특히 그리스 공주 테오파누와 오토 2세의 결혼 이후 더욱 그러했다. 책 표지와 같은 오토 왕조의 금속 공예품에는 에나멜과 상아 세공품 등 수입된 비잔틴 요소들이 자주 포함되었다. 하지만 당시 독일에서 활동했던 실제 그리스 예술가들이 있었다 하더라도, 그들은 카롤루스 시대의 선배들보다 더 적은 흔적을 남겼다. 사본은 전문적인 기술을 가진 수도승들이 필사와 채색을 모두 담당했으며, 이들 중 일부의 이름은 보존되어 있다. 그러나 금속 공예, 에나멜, 상아 조각 작업을 한 예술가들에 대한 기록은 없으며, 이들은 일반적으로 평신도였을 것으로 추정된다. 다만 초기 중세 시대에는 수도원 소속의 금세공인들도 있었고, 수도원에서 고용한 재속 수사와 평신도 조수들도 있었다. 세속의 장신구는 금세공인들에게 꾸준한 작업거리를 제공했지만, 이 시기의 상아 조각은 주로 교회를 위한 것이었으며 수도원을 중심으로 이루어졌을 것이다. 반면 벽화는 (아래 참조) 대개 평신도들이 제작했던 것으로 보인다.

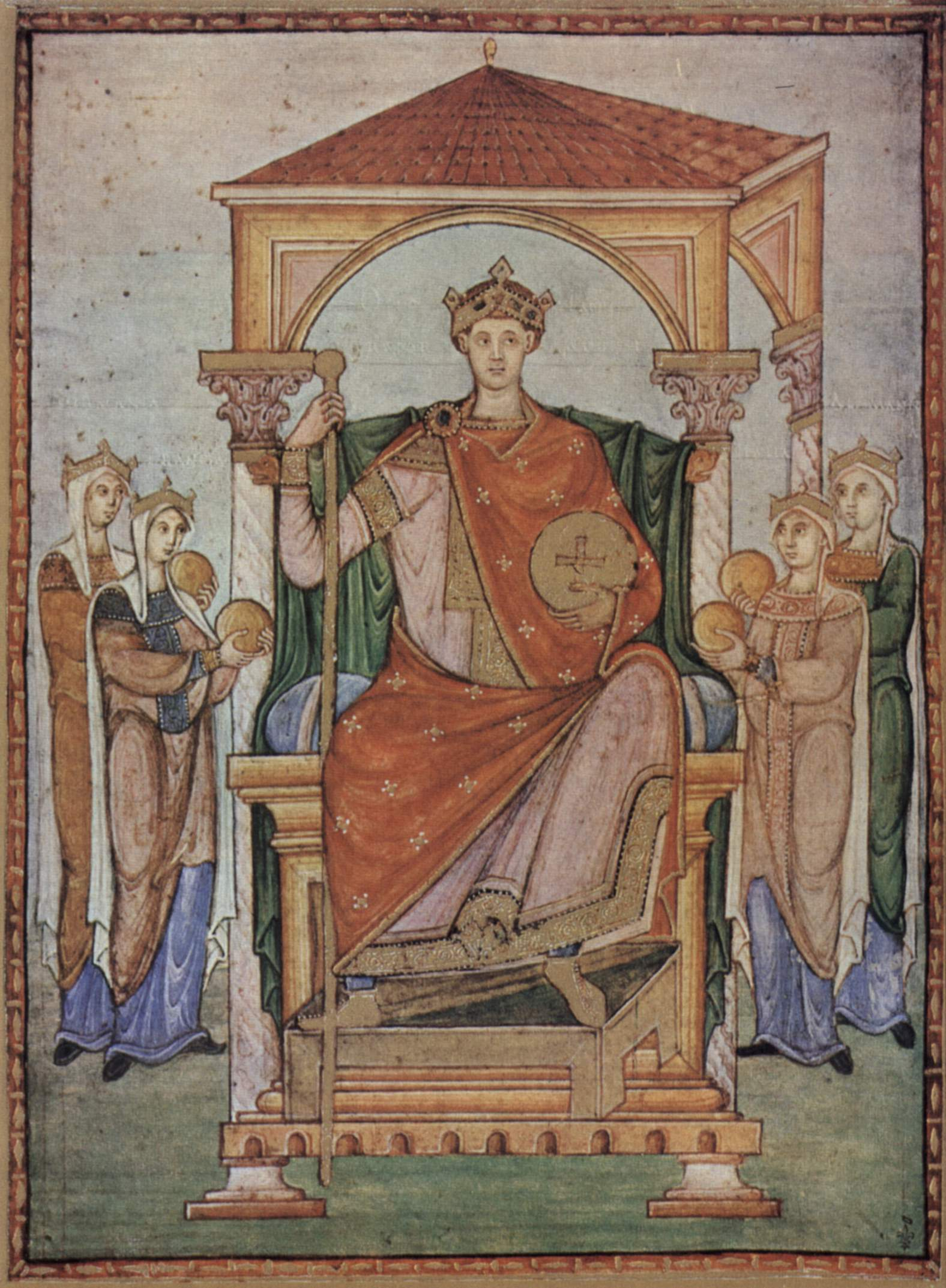
그레고리 대가가 그린 오토 2세
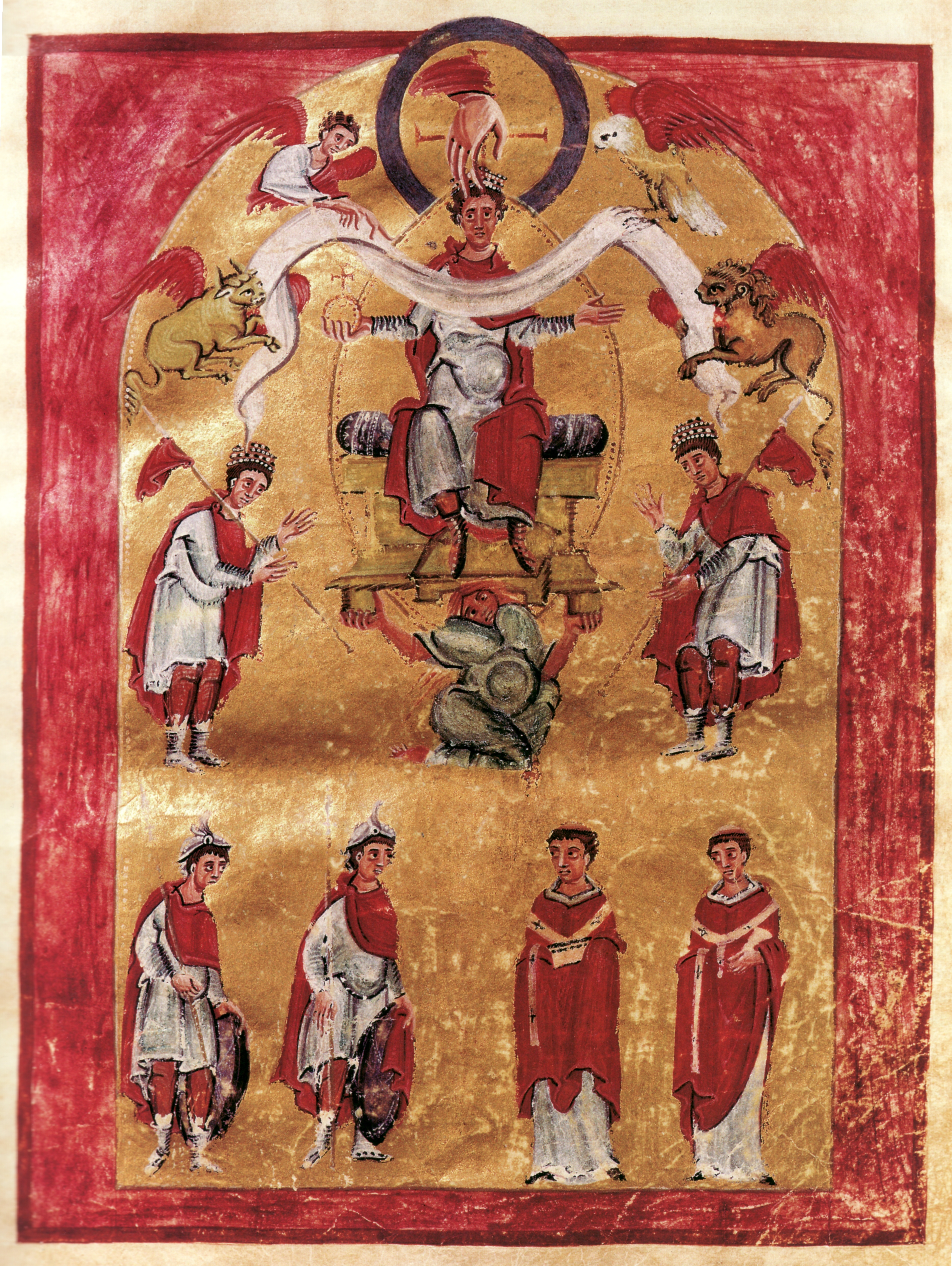
《리우타르 복음서》에 그려진 오토 3세의 신격화
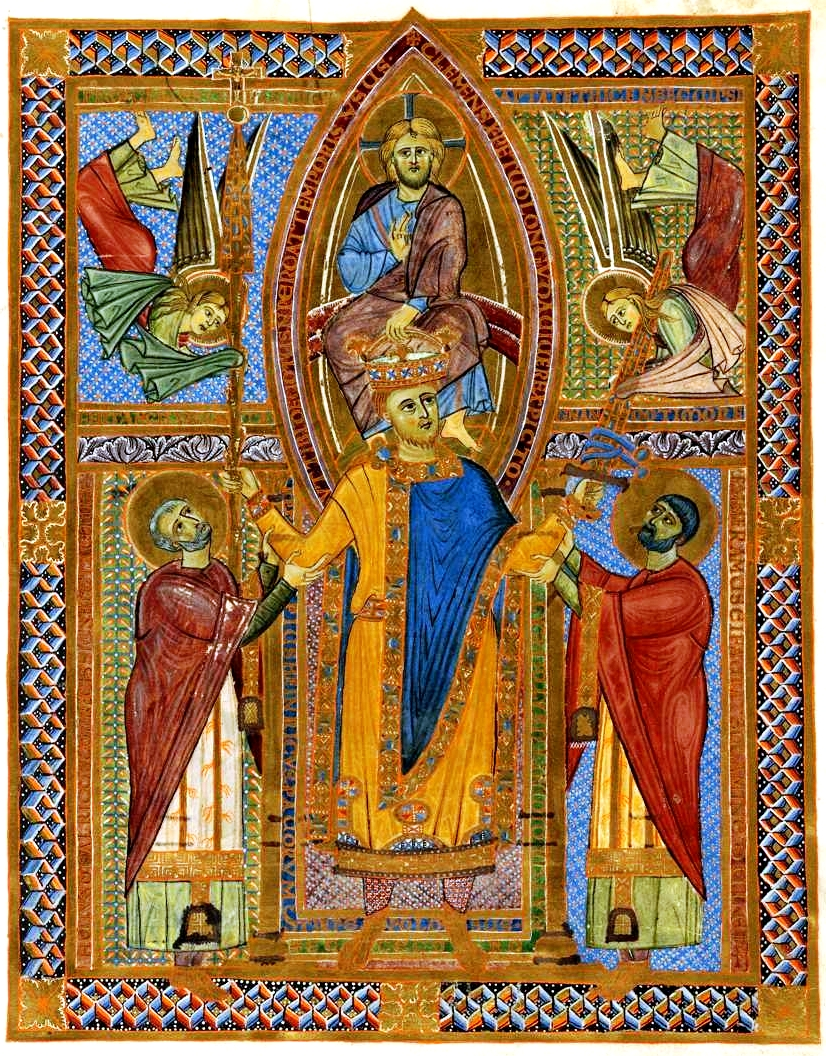
《하인리히 2세의 성사집》에 그려진, 그리스도로부터 왕관을 받는 하인리히 2세
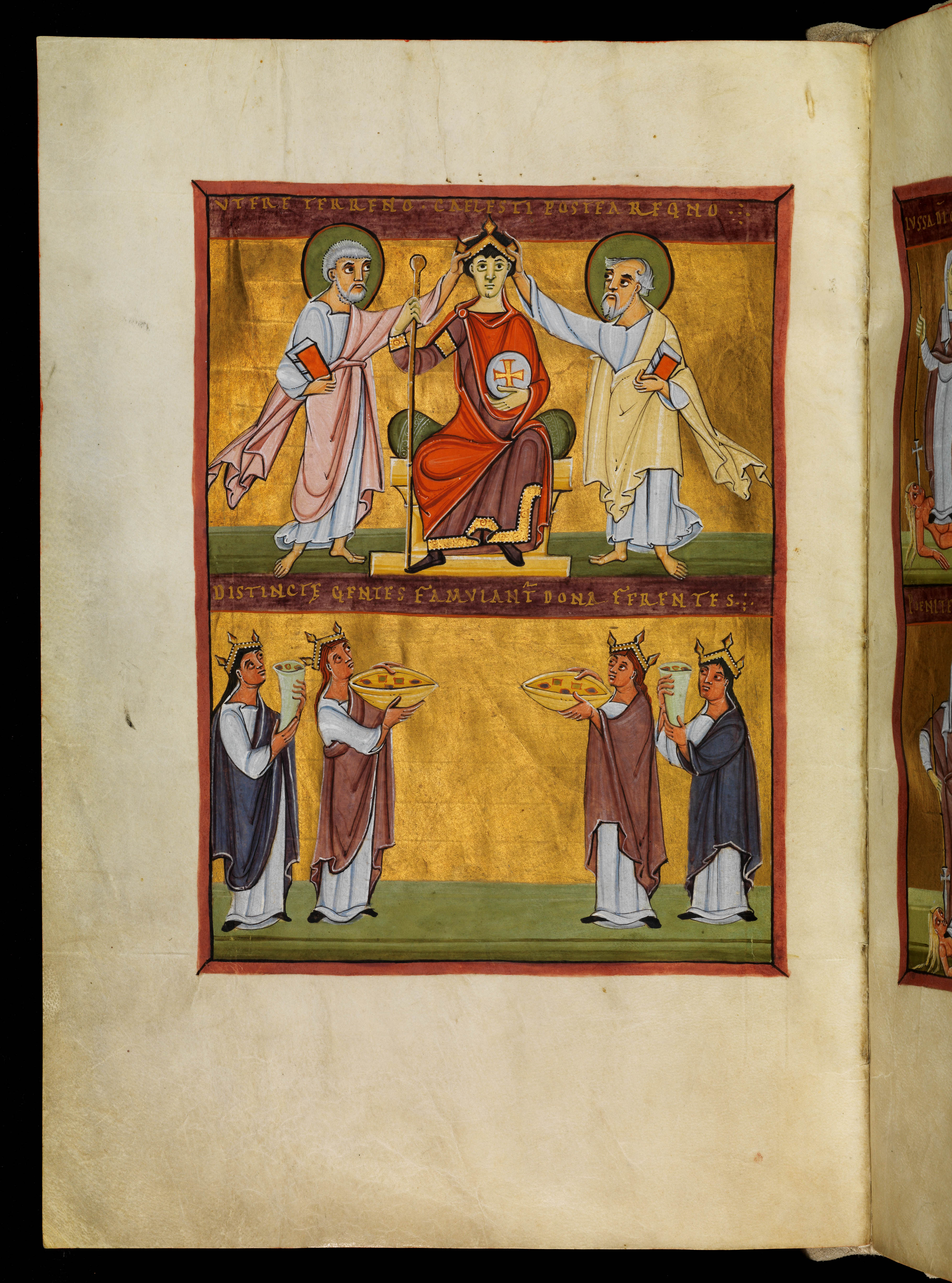
《밤베르크 묵시록》에 그려진, 성인들로부터 왕관을 받는 오토 3세 또는 하인리히 2세

## 참고문헌
- Alexander, Jonathan A.G., Medieval Illuminators and their Methods of Work, 1992, Yale UP, ISBN 0300056893
- Backhouse, Janet, "Reichenau Illumination: Facts and Fictions", review of Reichenau Reconsidered. A Re-Assessment of the Place of Reichenau in Ottonian Art by C. R. Dodwell; D. H. Turner, The Burlington Magazine, Vol. 109, No. 767 (Feb., 1967), pp. 98–100, JSTOR
- Beckwith, John.  Early Medieval Art: Carolingian, Ottonian, Romanesque, Thames & Hudson, 1964 (rev. 1969), ISBN 050020019X
- Calkins, Robert G.; Monuments of Medieval Art, Dutton, 1979, ISBN 0525475613
- Cherry, John, Medieval Goldsmiths, The British Museum Press, 2011 (2nd edn.), ISBN 9780714128238
- Dodwell, C.R.; The Pictorial arts of the West, 800–1200, 1993, Yale UP, ISBN 0300064934
- Garrison, Eliza; Ottonian Imperial Art and Portraiture. The Artistic Patronage of Otto III and Henry II, 2012, Ashgate Publishing Limited, ISBN 9780754669685, Google books
- Henderson, George. Early Medieval, 1972, rev. 1977, Penguin
- Head, Thomas. "Art and Artifice in Ottonian Trier." Gesta, Vol. 36, No. 1. (1997), pp 65–82.
- Hugh Honour and John Fleming, A World History of Art, 1st edn. 1982 (many later editions), Macmillan, London, page refs to 1984 Macmillan 1st edn. paperback. ISBN 0333371852
- Lasko, Peter, Ars Sacra, 800–1200, Penguin History of Art (now Yale), 1972 (nb, 1st edn.), ISBN 014056036X
- Legner, Anton (ed). Ornamenta Ecclesiae, Kunst und Künstler der Romanik.Catalogue of an exhibition in the Schnütgen Museum, Köln, 1985. 3 vols.
- Mayr-Harting, Henry, "Artists and Patrons" in The New Cambridge Medieval History: Volume 3, C.900-c.1024, eds. Timothy Reuter, Rosamond McKitterick, 1999, Cambridge University Press, ISBN 0521364477, 9780521364478
- Metz, Peter (trans. Ilse Schrier and Peter Gorge), The Golden Gospels of Echternach, 1957, Frederick A. Praeger, LOC 57-5327
- Suckale-Redlefsen, Gude, review of Mayr-Harting, Henry, Ottonian Book Illumination. An Historical Study, The Art Bulletin, Vol. 75, No. 3 (Sep., 1993), pp. 524–527, JSTOR
- Swarzenski, Hanns. Monuments of Romanesque Art; The Art of Church Treasures in North-Western Europe, Faber and Faber, 1974, ISBN 0571105882
- Williamson, Paul. An Introduction to Medieval Ivory Carvings, 1982, HMSO for V&A Museum, ISBN 0112903770